# Historia Ecclesiastica Gentis Anglorum
Historia ecclesiastica gentis Anglorum (slovensko Cerkvena zgodovina angleškega ljudstva) je latinsko besedilo, ki ga je v prvi polovici 8. stoletja napisal anglosaški redovnik Beda Častitljivi. 
V besedilu je opisana zgodovina krščanske cerkve v dotakratni Angliji oziroma splošna zgodovina Anglije od Julija Cezarja do Bedovega časa. Četudi besedilo obravnava  predvsen verska vprašanja oziroma spor med krščanstvom v standardni obliki, ki ga je predpisovala rimskokatoliška cerkev, in tako imenovanim keltskim krščanstvom, je eno od najpomembnejših zgodovinskih virov za anglosaško zgodovino oziroma zgodovino zahodne Evrope v zgodnjem srednjem veku. Večina zgodovinarjev meni, da je bila Historia dokončana leta 731, ko je imel Beda 59 let.